# Full Clip: A Decade of Gang Starr
Full Clip: A Decade of Gang Starr to dwupłytowa kompilacja wydana z okazji dziesięciolecia działalności hip-hopowej grupy Gang Starr.

## Lista utworów

### CD 1
| #  | Tytuł                         | Produkcja        | Wykonanie                       | Album                |
| -- | ----------------------------- | ---------------- | ------------------------------- | -------------------- |
| 1  | "Intro"                       | DJ Premier, Guru | *Interlude*                     |                      |
| 2  | "Full Clip"                   | DJ Premier, Guru | Guru                            | Full Clip single     |
| 3  | "Discipline"                  | DJ Premier, Guru | Guru, Total                     | Discipline single    |
| 4  | "Words I Manifest (Remix)"    | DJ Premier, Guru | Guru                            | No More Mr. Nice Guy |
| 5  | "Ex Girl to Next Girl"        | DJ Premier, Guru | Guru                            | Daily Operation      |
| 6  | "I'm the Man"                 | DJ Premier, Guru | Guru, Lil' Dap, Jeru the Damaja | Daily Operation      |
| 7  | "Mass Appeal"                 | DJ Premier, Guru | Guru                            | Hard to Earn         |
| 8  | "Jazz Thing (Video Mix)"      | DJ Premier, Guru | Guru                            | Mo' Better Blues     |
| 9  | "The Militia"                 | DJ Premier, Guru | Big Shug, Guru, Freddie Foxxx   | Moment of Truth      |
| 10 | "Tonz 'O' Gunz"               | DJ Premier, Guru | Guru                            | Hard to Earn         |
| 11 | "Royalty"                     | DJ Premier, Guru | Guru, K-Ci and JoJo             | Moment of Truth      |
| 12 | "Who's Gonna Take the Weight" | DJ Premier, Guru | Guru                            | Step in the Arena    |
| 13 | "You Know My Steez"           | DJ Premier, Guru | Guru                            | Moment of Truth      |
| 14 | "Above the Clouds"            | DJ Premier, Guru | Guru, Inspectah Deck            | Moment of Truth      |
| 15 | "Just to Get a Rep"           | DJ Premier, Guru | Guru                            | Step in the Arena    |
| 16 | "DWYCK"                       | DJ Premier, Guru | Guru, Nice & Smooth             | Hard to Earn         |

### CD 2
| #  | Tytuł                                          | Produkcja                | Wykonanie                       | Album                         |
| -- | ---------------------------------------------- | ------------------------ | ------------------------------- | ----------------------------- |
| 1  | "All 4 Tha Ca$h"                               | DJ Premier, Guru         | Guru                            | All 4 Tha Ca$h singel         |
| 2  | "Step in the Arena"                            | DJ Premier, Guru         | Guru                            | Step in the Arena             |
| 3  | "Work"                                         | DJ Premier, Guru         | Guru                            | Moment of Truth               |
| 4  | "Soliloquy of Chaos"                           | DJ Premier, Guru         | Guru                            | Daily Operation               |
| 5  | "Take It Personal"                             | DJ Premier, Guru         | Guru                            | Daily Operation               |
| 6  | "Speak Ya Clout"                               | DJ Premier, Guru         | Jeru the Damaja, Lil' Dap, Guru | Hard to Earn                  |
| 7  | "Gotta Get Over (Taking Loot)"                 | DJ Premier, Guru         | Guru                            | Trespass                      |
| 8  | "1/2 & 1/2"                                    | DJ Premier, Guru, M.O.P. | Guru, M.O.P.                    | Blade                         |
| 9  | "The ? Remainz"                                | DJ Premier, Guru         | Guru                            | Suckas Need Bodyguards singel |
| 10 | "Code of the Streets"                          | Guru, DJ Premier         | Guru                            | Hard to Earn                  |
| 11 | "So Wassup?!"                                  | DJ Premier, Guru         | Guru                            | You Know My Steez singel      |
| 12 | "Now You're Mine"                              | DJ Premier, Guru         | Guru                            | Hard to Earn                  |
| 13 | "Betrayal"                                     | DJ Premier, Guru         | Guru, Scarface                  | Moment of Truth               |
| 14 | "B.Y.S."                                       | DJ Premier, Guru         | Guru                            | Daily Operation               |
| 15 | "Credit Is Due"                                | DJ Premier, Guru         | Guru                            | Love Sick singel              |
| 16 | "The Militia II (Remix)"                       | DJ Premier, Guru         | Guru, WC, Rakim                 | Belly                         |
| 17 | "You Know My Steez (Three Man & a Lady Remix)" | DJ Premier, Guru         | Guru, Lady of Rage, Kurupt      | The Militia singel            |